# Mars 1804

## Événements

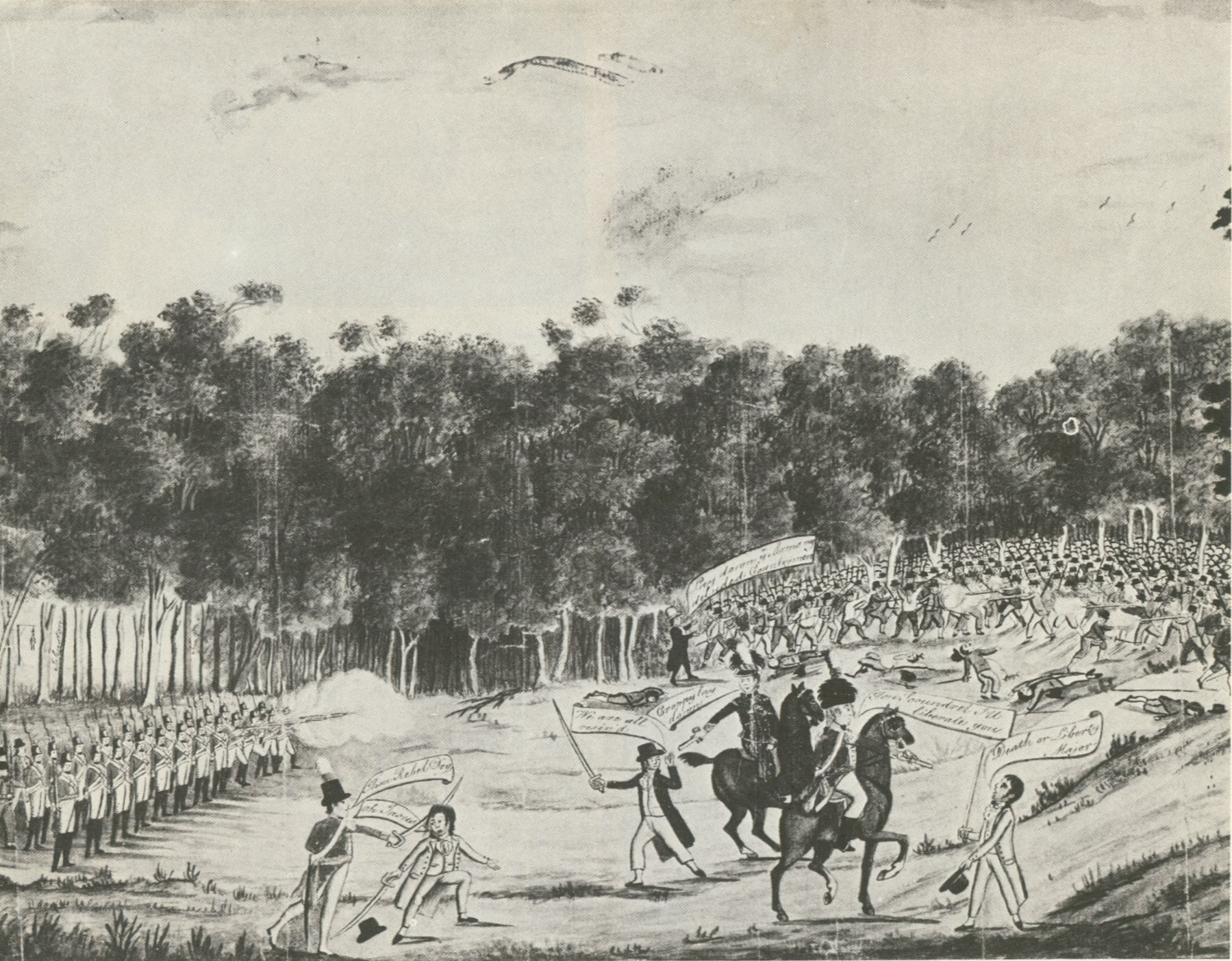
4 mars : en, dessin d'un témoin oculaire

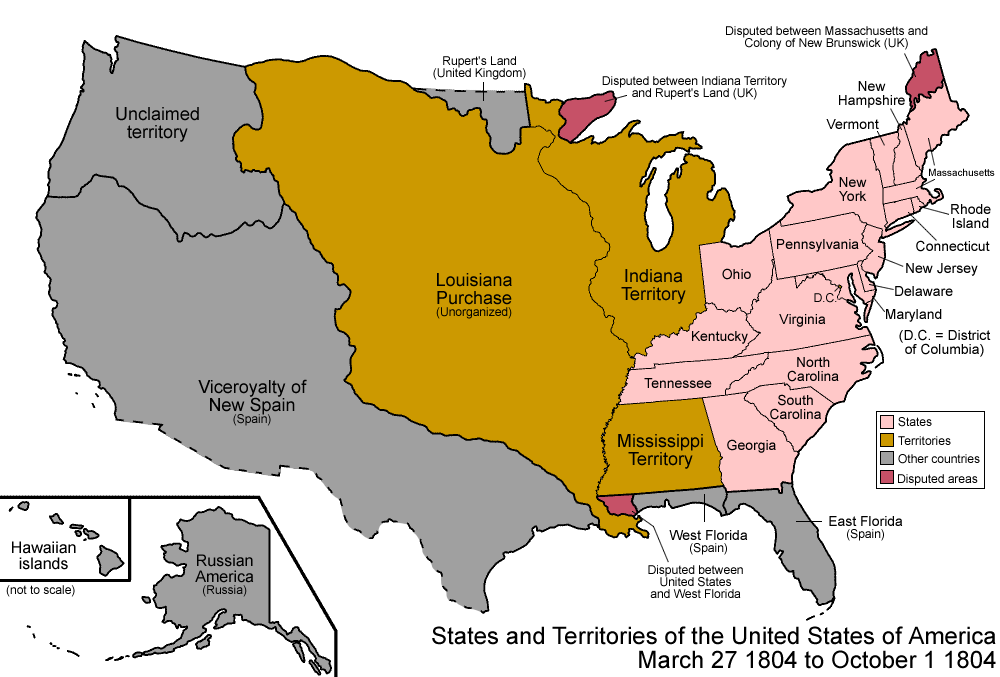
27 mars - 1er octobre 1804

- 4 - 5 mars : rébellion des prisonniers irlandais de la colonie pénitentiaire de Castle Hill, en Australie[1].

- 10 mars : Achat de la Louisiane : une cérémonie formelle est conduite à St Louis pour céder la Louisiane française aux États-Unis.

- 13 mars, France : établissement de 12 écoles de droit pour délivrer la licence en droit et la capacité en droit.

- 20 mars, France : exécution du duc d'Enghien. Accusé de complot, enlevé en Bade, il est jugé et exécuté à Vincennes.

- 21 mars, France : promulgation du Code civil français, rédigé par Tronchet, Maleville, Portalis et Bigot de Préameneu. Son champ d’application est l’ensemble du territoire : il institue le mariage civil et le divorce. La famille est la base de la société. Le père de famille en est le chef : la femme est traitée en mineure et la gestion de ses biens est confiée à son mari, les enfants peuvent être jetés en prison en cas de désobéissance et sont soumis à l’autorité parentale en matière de mariage jusqu’à 25 ans. La propriété individuelle est pleine et entière. Tout contrat à long terme ou de subordination est interdit. Le droit de tester est limité : le patrimoine doit être partagé en parts égales entre les enfants (pas de droit d’aînesse). Des règles fixes dans les contrats permettent le développement de l’économie de marché. L’infériorité du salarié face à l’employeur est consacrée.

- 27 mars, États-Unis : le territoire cédé par la Géorgie est ajouté au Territoire du Mississippi, lequel est constitué de la totalité des actuels États du Mississippi et de l'Alabama, sans leur panhandle, laquelle fait alors partie de la Floride Occidentale[2].

## Naissances
- 7 mars : Constant d'Hoffschmidt, homme politique belge († 14 février 1873).
- 8 mars : Alvan Clark (mort en 1887), astronome et fabricant de télescopes américain.
- 14 mars : Johann Strauss père, compositeur autrichien († 25 septembre 1849)
- 16 mars : Jules-Claude Ziegler, peintre de l'école française († 22 décembre 1856).
- 18 mars : Jean-Sébastien Devoucoux (mort en 1870), homme d'église, archéologue et historien français.

## Décès
- 3 mars : Giandomenico Tiepolo, peintre italien (°30 août 1727).
- 26 mars : 
  - Lazare Bruandet, peintre français (°3 juillet 1755).
  - Johann Wolfgang von Kempelen (né en 1734), écrivain et inventeur hongrois.
- 30 mars : Victor-François de Broglie, duc de Broglie, Maréchal de France (° 19 octobre 1718).